# Thinocorus rumicivorus
Thinocorus rumicivorus là một loài chim trong họ Thinocoridae.